# Habitatge al carrer Francesc Santacana, 16 (Martorell)
L'Habitatge al carrer Francesc Santacana, 16 és un edifici del municipi de Martorell (Baix Llobregat) que forma part de l'Inventari del Patrimoni Arquitectònic de Catalunya.

## Descripció
És un habitatge entre mitgeres estructurat en planta baixa i tres pisos superiors. La façana és arrebossada i les obertures són totes centrades. Destaca sobretot per l'alçada de l'entrada principal, un arc deprimit concau que arriba més amunt del primer pis de l'edifici annex. Al primer i segon pis hi ha obertures allindanades amb balcons amb barana de ferro treballat. A l'últim pis hi trobem dos arcs de mig punt de petites dimensions separats per una petits columna. Remata l'edifici una cornissa poc sobressortint.